# 1627 en France
Chronologie de la France
- 1623
- 1624
- 1625
- 1626
- 1627
- 1628
- 1629
- 1630
- 1631

## Événements
- 12 janvier : les ouvriers de la soie envahissent l’hôtel de ville de Lyon pour protester contre une éventuelle remise en vigueur des édits somptuaires[1]. De nombreuses « esmotions populaires » éclatent en France, de caractère et de gravité divers, à la suite de l’augmentation des impôts, droits et taxes de toute espèce (1627-1628).
- 21 janvier : la congrégation de Saint-Maur est confirmée par Urbain VIII[2].

- 24 février : clôture de l’Assemblée des notables aux Tuileries[3].

- 20 mars : traité de Madrid signé entre Olivarès et l’ambassadeur français du Fargis, ratifié par le roi à Paris le 20 avril ; alliance entre la France et l’Espagne contre l’Angleterre[4].

- 29 avril : fondation de la Compagnie des Cent-Associés pour coloniser le Canada[5].

- Mai : le duc de Ventadour envisage de créer la Compagnie du Saint-Sacrement, fondée en 1629 avec le capucin Philippe d’Angoumois, l’abbé de Grignan et Henri de Pichery[6].

- 15 juin : Port-Royal des Champs est détaché par le pape de la juridiction de Cîteaux et soumise à l’archevêque de Paris[7].
- 22 juin : François de Montmorency-Bouteville et Des Chapelles sont exécutés pour s’être battu en duel place Royale malgré l’interdiction de Richelieu[4].
- 28 juin : 
  - après avoir tenu un lit de justice au Parlement, Louis XIII quitte Paris à la tête des armées. Le lendemain, il est contraint par la maladie de s’arrêter à Villeroy, près de Corbeil. Gaston d’Orléans et le duc d’Angoulême prennent la tête de l’armée royale[4].
  - émeutes à Bordeaux contre l’impôt local dit du Convoi[8].
- 30 juin, guerre entre l’Angleterre et la France : la flotte du duc de Buckingham quitte Portsmouth avec 80 vaisseaux et 10 000 hommes[9]. Les Anglais, soucieux de protéger les calvinistes de La Rochelle, débarquent dans l’île de Ré (20 juillet). Ils établissent par l’entremise de Benjamin de Rohan, une alliance active avec les Rochelais.

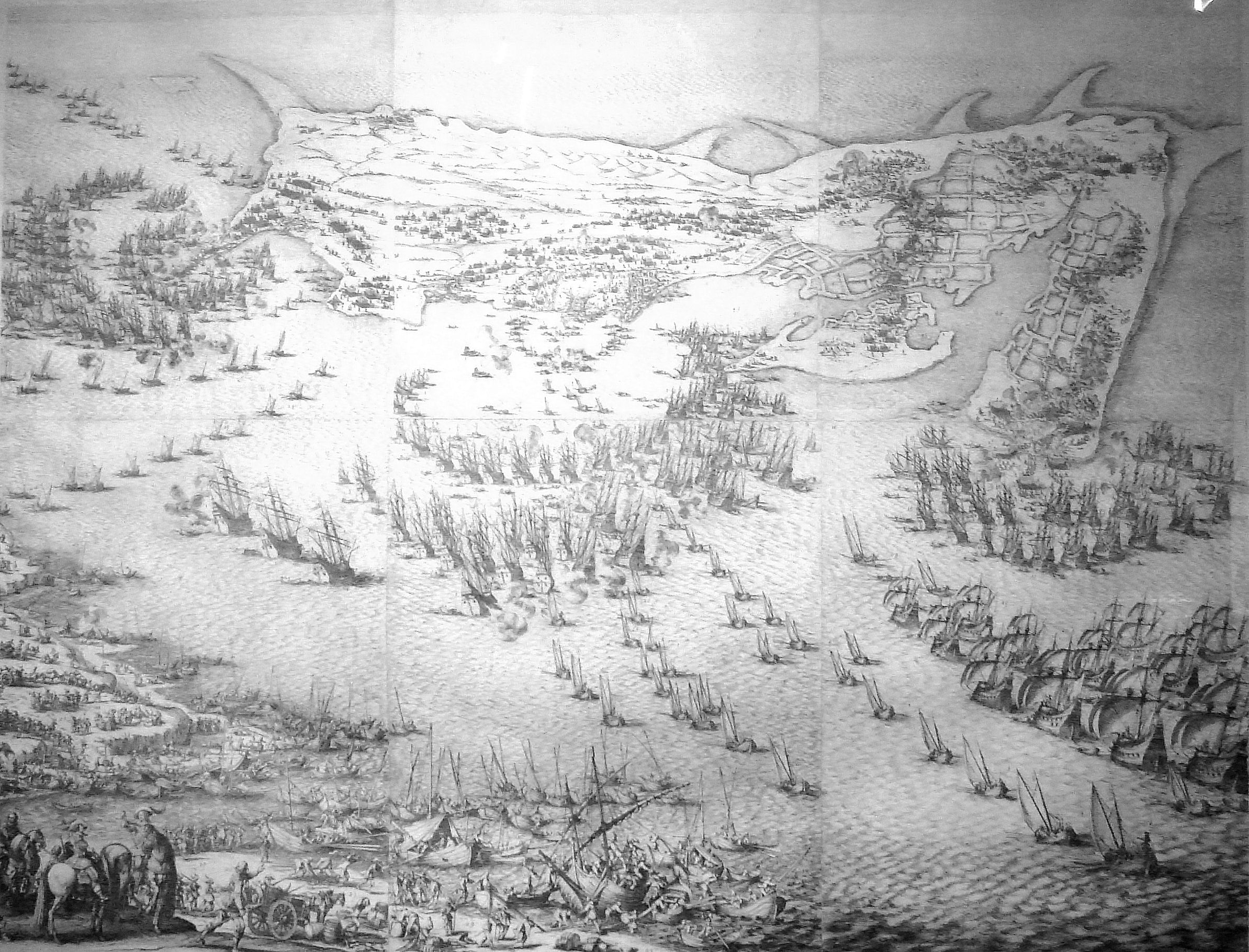
20 juillet : invasion de l’île de Ré.

- 20 juillet : débarquement des Anglais sur l’île de Ré[3].

- 30 août : Pierre de Bérulle est nommé cardinal[10].

- 10 septembre : Richelieu prend prétexte du pacte entre La Rochelle et l’Angleterre pour assiéger la ville et détruire la puissance protestante[11].
- 11 septembre : les députés protestants des Cévennes réunis à Uzès reconnaissant le duc de Rohan comme général en chef du Bas-Languedoc, renouvellent le serment d’union et décrètent la levée en masse[11]. Rohan, après une incursion dans le comté de Foix (il entre à Pamiers le 13 novembre), rentre en Languedoc[4].
- 12 octobre : Louis XIII est devant La Rochelle[9].
- 30 octobre : les troupes royales débarquent au Fort de La Prée, sur l’île de Ré ; Toiras, assiégé dans Saint-Martin-de-Ré, résiste aux assauts de Buckingham qui lève le siège(6 novembre)[4].
- 8 novembre :  Lors de la Bataille du pont du Feneau, le Duc de Buckingham est chassé de l'île de Ré par le maréchal de Schomberg.

- 26 décembre : mort sans héritier direct du duc Vincent II de Mantoue. Sa principauté doit revenir à un franco-italien, Charles III de Nevers, de la maison des Gonzague, ce qui oppose Louis XIII à la Savoie, à l’Espagne et à l’empereur Ferdinand II[12]. Le problème d’un revirement stratégique est posé. Deux partis s’opposent, les « Bons Français » (Richelieu) et les « dévots » hispanophiles (Marillac). Prodromes de la guerre de Succession de Mantoue.

- Série de mauvaises récoltes (1627-1629)[13]. Le Rhône gèle près d’Arles. Gelées d’oliviers en Provence et en Languedoc[14].
- La peste atteint la Franche-Comté[15].